# Ryan Murphy
Ryan Patrick Murphy (Indianápolis, 9 de novembro de 1965) é um escritor, jornalista e produtor de cinema e televisão americano.
Vencedor de cinco prêmios Globo de Ouro e sete Emmy é mais conhecido por criar, escrever e produzir séries como Popular (1999–2001), Nip/Tuck (2003–2010), Glee (2009 –2015), American Horror Story (2011–presente), Scream Queens (2015–2016), 9-1-1 (2018–presente), Pose (2018–2021), The Politician (2019–2020), 9-1-1: Lone Star (2020–presente), Hollywood (2020), Ratched (2020) e Monster (2022–presente). É também o realizador de Eat Pray Love. Ryan é abertamente gay, o que é um dos assuntos mais comuns em suas séries.
Em 13 de fevereiro de 2018, foi anunciado que Ryan assinou um contrato milionário de cinco anos com a Netflix para produzir conteúdos originais para seu catálogo.

## Vida pessoal
Murphy cresceu em uma família católica, mas acabou saindo da igreja, tendo-a deixado; no entanto, ele ainda vai ocasionalmente à igreja. Ele atua no National Advisory Board of Young Storytellers.  Ele já teve uma casa projetada pelo renomado arquiteto moderno de meados do século Carl Maston.
Em uma entrevista sobre sua série de televisão Pose, que se passa em 1987, durante o auge da crise inicial da AIDS, Murphy descreveu sua preocupação em contrair HIV enquanto estava na faculdade, fazendo testes com frequência, mesmo quando celibatário.

## Carreira
Murphy começou como um jornalista trabalhando para The Miami Herald, Los Angeles Times, New York Daily News, Knoxville News Sentinel e Entertainment Weekly. Ele começou a escrever roteiros no fim de 1990, quando Steven Spielberg comprou seu roteiro Why Can't I Be Audrey Hepburn?.

### Televisão
Popular e Nip/Tuck
Murphy começou sua carreira na televisão em 1999 com a comédia adolescente Popular. O show foi ao ar na The WB por duas temporadas. Murphy é o escritor da série ganhadora do Globo de Ouro, Nip/Tuck, que foi ao ar no canal FX e ambas as séries foram bastante comerciais e foram um grande sucesso. Ele produziu, escreveu e dirigiu vários episódios; em 2004, Murphy ganhou seu primeiro Emmy. Ele foi nomeado como escritor de série de drama. Murphy disse que a frase famosa da série Nip/Tuck; "Me diga o que não gosta em você mesmo" foi pega de um cirurgião plástico que ele conheceu quando era jornalista e escrevia sobre cirurgia plástica em Beverly Hills, California.
Glee
Um dos projetos de maiores sucessos de Murphy, é a série de comédia-dramática musical do canal Fox Glee, co-criada com Brad Falchuk e Ian Brennan. Fox levou o piloto da série ao ar em 19 de Maio de 2009, após o final do American Idol; a série teve seu inicio em 9 de Setembro de 2009. O show teve tão boas críticas e avaliações tão positivas que a Fox encomendou uma temporada completa de 22 episódios.  Ele ganhou um Primetime Emmy Award pela direção do episódio piloto de Glee. Ele recebeu um recorde de 19 indicações incluindo a de Melhor nova série de comédia (ele perdeu para Modern Family); ganhando 4 estatueta das 19 indicações. The show was nominated for 12 Emmy Awards for its second season. A série teve seu desfecho em 2015 depois de 6 temporadas e mais de 120 episódios.
Murphy produziu também o reality show The Glee Project, que teve sua estreia no canal Oxygen em 12 de junho de 2012. Esse show teve duas temporadas sendo a primeira com 10 episódios e a segunda temporada com 11.
The New Normal
Murphy e o co-produtor executivo de Glee, Ali Adler criaram The New Normal, uma comédia de trinta minutos "centrada em um casal gay que tentam decidir quem será a barrig de aluguel que carregará seu bebê" que teve sua estreia no canal NBC em 2012. A série foi inspirada nas experiências de Ryan Murphy quando teve sue primeiro filho. Os nomes são baseados em Ryan e eu marido: Bryan e David. De acordo com o Entertainment Weekly, houve uma batalha entre ABC, NBC e Fox para conseguirem produzir o projeto. No final a NBC comprou o projeto e encomendou um episódio piloto em 27 de Janeiro de 2012, Entretanto a série acabou sendo cancelada depois de uma temporada.
Scream Queens
A primeira temporada centra-se na fraternidade Kappa Kappa Tau da Universidade Wallace, liderada por Chanel Oberlin ( Emma Roberts ) que tem suas ajudantes Chanel #2 ( Ariana Grande )  #3 ( Billie Lourd)  e #5 (Abigail Breslin)que tem sua existência ameaçada pela reitora Cathy Munsch (Jamie Lee Curtis ); que devido a um evento misterioso ocorrido 20 anos antes, passa a ser alvo de um assassino em série, vestido como o mascote da Universidade, o Diabo Vermelho, que começa a matar cada um dos membros da Kappa e todos aqueles que estão em seu caminho.
A segunda temporada centra-se em um local totalmente novo. Agora graduados na Universidade, os personagens se veem dentro de um novo mistério terrivelmente engraçado, junto de um novo assassino. Desta vez, a série se passará em um hospital, onde alguns dos casos médicos mais fascinantes e bizarros acontecem. Entretanto a série acabou sendo cancelada depois de duas temporadas.
Séries antológicas
Outro projeto de Ryan Murphy com Brad Falchuk é a série antológica American Horror Story, ela teve seu início no canal FX em 5 de Outubro de 2011 e ela foi indicada para 17 Emmy Awards pela temporada de estreia. A série teve sua quarta temporada finalizada em 21 de Janeiro de 2015. Todas as temporadas trazem vários dos mesmos atores interpretando personagens diferentes em cenários diferentes.
Em Outubro de 2014, foi anunciado que o FX encomendou 10 episódios da nova série Ryan chamada American Crime Story, uma série antológica que retratará crimes reais. A série servirá como um complemento para American Horror Story. A primeira temporada foi ao ar em 2016 estrelando Cuba Gooding, Jr., Sarah Paulson, David Schwimmer e John Travolta. O trabalho de Murphy como produtor executivo lhe rendeu o Emmy de melhor série limitada e o Globo de Ouro de melhor minissérie nas duas primeiras temporadas da série de antologia.
| Série                     | Transmissão original | Descrição |
| ------------------------- | -------------------- | --- |
| Popular                   | 1999–2001 (The WB)   | A série mostra o mundo dos adolescentes, um mundo no qual eles aprenderão a perder, decidir, e aprender com os próprios erros. Buscando a sua verdadeira identidade e os seus valores. Kennedy High School é o cenário onde um grupo de adolescentes vai aprender que as regras sociais existem e que devem ser respeitadas. Este é o caso de Brooke McQueen (Leslie Bibb), uma garota extremamente popular, atraente e de boa posição social; e Sam McPherson (Carly Pope), dinâmica, boêmia e não muito popular. A falta de simpatia não impede que elas se vejam envolvidas de uma maneira que nunca imaginaram, nem mesmo desejaram, fazendo com que elas passem por situações de conflito, tensão e dor. |
| Nip/Tuck                  | 2003–2010 (FX)       | A série segue a vida de dois cirurgiões plásticos de Miami, proprietários de um centro de cirurgia plástica no sul da Flórida, o McNamara/Troy. Um deles é Sean McNamara (Dylan Walsh), que tem problemas em casa, e tenta manter sua família unida, fazendo o possível para corrigir a duro caminho que ele e sua esposa Julia (Joely Richardson) estão enfrentando. O outro, Christian Troy (Julian McMahon), usa seu charme para seduzir candidatas em potencial e realiza negócios obscuros, muitas vezes por amor ao dinheiro. Enquanto Sean leva seu trabalho a sério, muitas vezes precisa corrigir alguns erros de Christian. Durante a primeira temporada, um traficante colombiano forçou os dois a realizar cirurgias grátis sempre que ele quisesse. |
| Glee                      | 2009–2015 (Fox)      | A série se concentra em um clube do coral de um colegial, também conhecido como um clube glee, na fictícia William McKinley High School, em Lima, Ohio. Will Schuester (Matthew Morrison) assume a direção clube glee após o ex-professor (Stephen Tobolowsky) é denunciado por ter dito um contato inadequado com um estudante do sexo masculino. Com um grupo de adolescentes desajustados, Will tenta restaurar o clube glee à sua antiga glória, enquanto cria sentimentos pela sua colega de trabalho Emma (Jayma Mays), além de estar sempre defendendo a existência do clube para a treinadora das animadoras de torcida, Sue Sylvester (Jane Lynch). O foco principal da série sãos os alunos do clube glee: seus relacionamentos como casais, seu amor pela música e desejo de popularidade entrando em conflito devido à sua filiação no clube e a preocupação com o status. A série mostra também as muitas dificuldades encontradas em ser um adolescente no ensino médio |
| American Horror Story     | 2011-presente (FX)   | Murder House(2011-2011): A série apresenta a família Harmon, Ben (Dylan McDermott), Vivien (Connie Britton) e sua filha Violet (Taissa Farmiga), que se mudam para Los Angeles depois que Vivien sofre um aborto e Ben tem um caso extraconjugal. Na nova casa, a família conhece a misteriosa vizinha Constance Langdon (Jessica Lange) e sua filha Adelaide (Jamie Brewer), que possui um dom paranormal. Ben começa a atender seus pacientes em casa, mas um em particular, Tate (Evan Peters), tem um amor doentio por Violet. Ele faz tudo para protegê-la, apesar de esconder seu lado sombrio e sua real história. Asylum(2012-2013): A segunda temporada de American Horror Story segue os pacientes, médicos e freiras que ocupam a Briarcliff Mental Institution, em Massachusetts, no ano de 1964. Porém, conta com cenas do presente. A instituição é comandada pela freira (Irmã) Jude (Jessica Lange) com sua capacho fiel (Irmã) Mary Eunice (Lily Rabe). Briarcliff foi fundada pelo monsenhor Timothy Howard (Joseph Fiennes) para tratar de criminosos insanos. O psiquiatra Oliver Thredson (Zachary Quinto) e o cientista Arthur Arden (James Cromwell) tratam os pacientes dentro das instalações. Os pacientes, muitos dos quais afirmam ser internados injustamente, incluem a jornalista lésbica Lana Winters (Sarah Paulson), o acusado serial killer Kit Walker (Evan Peters), e a suposta assassina Grace Bertrand (Lizzie Brocheré). Coven(2013-2014): A trama se inicia com Zoe Benson (Taissa Farmiga), uma jovem até então comum que descobre de maneira chocante ser uma bruxa quando seu namorado morre em pleno ato sexual. Ela é levada por Myrtle Snow (Frances Conroy) à academia em Nova Orleans. Nesta nova casa, Zoe conhece outras três bruxas: Madison Montgomery (Emma Roberts), uma atriz que foi mandada para controlar seus poderes autodestrutivos, Queenie (Gabourey Sidibe), uma ex-atendente de fast food e Nan (Jamie Brewer), uma jovem que busca ser comum mas é tratada como diferente pelas outras pessoas. Esta academia é dirigida por Cordelia Foxx (Sarah Paulson). Cordelia é filha da bruxa suprema Fiona Goode (Jessica Lange), que retorna para Nova Orleans em busca da juventude eterna e disposta a qualquer coisa para proteger sua supremacia. Freak Show(2014-2015): A história começa na pacata cidade de Júpiter, na Flórida, no ano de 1952. Uma trupe circense acaba de chegar à cidade, liderada por Elsa Mars (Jessica Lange), uma mulher que esconde o seu passado de todos. Os membros incluem Ethel Darling (Kathy Bates), a mulher barbada e seu filho Jimmy (Evan Peters), mãos-de-lagosta; o levantador de peso Dell Toledo (Michael Chiklis) e sua atual esposa Desiree (Angela Bassett); e Dot e Bette Tatler (Sarah Paulson), as irmãs siamesas acusadas do assassinato de sua mãe. Hotel (2015-2016) Roanoke (2016) Cult (2017) Apocalypse (2018) 1984 (2019) Double Feature (2021) |
| The New Normal            | 2012–2013 (NBC)      | Bryan (Andrew Rannells) e David (Justin Bartha) formam um casal bem sucedido, tanto profissionalmente quanto na relação a dois. Mas algo está faltando para completar a felicidade do casal: um filho. Buscando uma mãe que sirva de barriga de aluguel, eles conhecem Goldie (Georgia King), uma jovem que trabalha como garçonete, enquanto sonha em se tornar advogada. Goldie já tem uma filha de nove anos, Shania (Bebe Wood), fruto de um casamento mal sucedido. E é pensando no futuro da menina que ela decide se tornar barriga de aluguel. Tudo poderia ser tranquilo se não fosse por Jane (Ellen Barkin), a avó dominadora e preconceituosa de Goldie. |
| Scream Queens             | 2015-16 (Fox)        | A série, que será uma comédia de horror antológica, irá no campus de uma universidade, no qual começam a acontecer assassinatos. A primeira temporada terão como estrelas Jamie Lee Curtis, Emma Roberts, Lea Michele, Joe Manganiello, Keke Palmer e Abigail Breslin como atores principais. |
| American Crime Story (FX) | 2016-presente        | O show, que pode ser considerado um spin off de American Horror Story, será uma série antológica que retratará crimes reais. Ryan Murphy afirmou que a primeira temporada retratará o famoso julgamento de O.J Simpson. Cuba Gooding, Jr. interpretará OJ Simpson, Sarah Paulson será a procuradora Marcia Clark e David Schwimmer será Robert Kardashian. John Travolta também se juntou ao elenco, e será também o produtor executivo do show. |
| Feud                      | 2017-presente        | O show é a mais nova série antológica de Ryan Murphy.Joan Crawford (Jessica Lange) e Bette Davis (Susan Sarandon) são dois nomes muito conhecidos, não somente por suas carreiras nas telonas, mas também pela lendária rivalidade que existe entre elas. Desavenças à parte, as duas resolveram se unir em 1962 para estrelar em um filme, que mais tarde seria aclamado pelas críticas. A tensão entre as duas, no entanto, é só um exemplo do que há nos bastidores. O mundo dos famosos é ainda mais agitado. |

Pilotos
Murphy também criou/produziu dois pilotos fracassados. O piloto para o canal The WB de uma série chamada St. Sass estrelando Delta Burke e Heather Matarazzo que não alavancou. Em 2008, Murphy escreveu e dirigiu um piloto para o FX de uma série chamada Pretty/Handsome, que também não alavancou. Em abril de 2013, foi anunciado que a HBO Encomendou um piloto para a série de drama sexual de Murphy chamada Open, que seria filmada mais tarde em 2013. Em Setembro de 2014, foi reportado que a HBO optou por não produzir a série.

### Filmes
Em 2006, Murphy escreveu o roteiro para o filme Running with Scissors. Baseado nas memórias de Augusten Burroughs, a versão do filme é estrelada por Annette Bening, Alec Baldwin e Brian Cox e Joseph Cross. Em 2010, Murphy dirigiu Julia Roberts na adaptação das memórias de Elizabeth Gilbert, Eat, Pray, Love. O filme foi sucesso de bilheteria, mas não agradou a crítica. O filme arrecadou $204,482,125 pelo mundo.
Em 20 de Janeiro de 2012, foi anunciado que Murphy dirigiria o filme para televisão, The Normal Heart, uma adaptação do espetáculo da Broadway de Larry Kramer. O filme é estrelado por Mark Ruffalo, Julia Roberts, Matt Bomer e Jim Parsons. Murphy colaborou com a produção executiva da refilmagem de The Town That Dreaded Sundown junto com Jason Blum.
Tambéms em 2011, Murphy teve vários filmes em desenvolvimentos como Dirty Tricks, uma comedia política; Best Actress, um drama biográfico baseado na rivalidade entre Bette Davis e Joan Crawford; e One Hit Wonders, uma comédia musical estrelando Reese Witherspoon, Gwyneth Paltrow e Beyoncé Knowles. Em 2014, Murphy desenvolveu um filme baseado no sucesso de vendas Empty Mansions: The Mysterious Life of Huguette Clark and the Spending of a Great American Fortune.

## Filmografia

### Filmes
| Título                        | Ano  | Creditado como | Creditado como | Creditado como | Creditado como     | Notas            |
| Título                        | Ano  | Diretor        | Escritor       | Produtor       | Produtor executivo | Notas            |
| ----------------------------- | ---- | -------------- | -------------- | -------------- | ------------------ | ---------------- |
| The Furies                    | 1999 | Não            | Sim            | Não            | Não                | Curta-metragem   |
| Running with Scissors         | 2006 | Sim            | Sim            | Sim            | Não                |                  |
| Eat Pray Love                 | 2010 | Sim            | Sim            | Não            | Não                |                  |
| Glee: The 3D Concert Movie    | 2011 | Não            | Não            | Sim            | Não                | Documentário     |
| The Normal Heart              | 2014 | Sim            | Não            | Não            | Sim                | Filme televisivo |
| The Town That Dreaded Sundown | 2014 | Não            | Não            | Sim            | Não                |                  |
| Circus of Books               | 2020 | Não            | Não            | Sim            | Não                | Documentário     |
| A Secret Love                 | 2020 | Não            | Não            | Sim            | Não                |                  |
| The Boys in the Band          | 2020 | Não            | Não            | Sim            | Não                |                  |
| The Prom                      | 2020 | Sim            | Não            | Sim            | Não                |                  |
| Pray Away                     | 2021 | Não            | Não            | Sim            | Não                | Documentário     |
| Mr. Harrigan's Phone          | 2022 | Não            | Não            | Sim            | Não                |                  |

### Séries de televisão
| Título                  | Ano           | Creditado como | Creditado como | Creditado como | Creditado como     | Rede televisiva | Notas              |
| Título                  | Ano           | Criador        | Diretor        | Escritor       | Produtor executivo | Rede televisiva | Notas              |
| ----------------------- | ------------- | -------------- | -------------- | -------------- | ------------------ | --------------- | ------------------ |
| Popular                 | 1999–2001     | Sim            | Sim (2)        | Sim (17)       | Sim                | The WB          |                    |
| Nip/Tuck                | 2003–2010     | Sim            | Sim (8)        | Sim (24)       | Sim                | FX              |                    |
| Glee                    | 2009–2015     | Sim            | Sim (8)        | Sim (31)       | Sim                | Fox             |                    |
| American Horror Story   | 2011–presente | Sim            | Sim (3)        | Sim (17)       | Sim                | FX              | Série de antologia |
| The New Normal          | 2012–2013     | Sim            | Sim (4)        | Sim (5)        | Sim                | NBC             |                    |
| Scream Queens           | 2015–2016     | Sim            | Sim (1)        | Sim (8)        | Sim                | Fox             |                    |
| American Crime Story    | 2016–presente | Não            | Sim (5)        | Não            | Sim                | FX              | Série de antologia |
| Feud                    | 2017          | Sim            | Sim (3)        | Sim (2)        | Sim                | FX              | Série de antologia |
| 9-1-1                   | 2018–presente | Sim            | Não            | Sim (3)        | Sim                | Fox/ABC         |                    |
| Pose                    | 2018–2021     | Sim            | Sim (3)        | Sim (7)        | Sim                | FX              |                    |
| The Politician          | 2019–2020     | Sim            | Sim (1)        | Sim (7)        | Sim                | Netflix         |                    |
| 9-1-1: Lone Star        | 2020–presente | Sim            | Não            | Sim (1)        | Sim                | Fox             |                    |
| Hollywood               | 2020          | Sim            | Sim (1)        | Sim (6)        | Sim                | Netflix         | Minissérie         |
| Ratched                 | 2020          | Sim            | Sim (2)        | Não            | Sim                | Netflix         |                    |
| Halston                 | 2021          | Não            | Não            | Sim (4)        | Sim                | Netflix         | Minissérie         |
| American Horror Stories | 2021–presente | Sim            | Não            | Sim (1)        | Sim                | FX on Hulu      | Série de antologia |
| Monster                 | 2022–presente | Sim            | Não            | Sim (4)        | Sim                | Netflix         | Série de antologia |
| The Watcher             | 2022–presente | Sim            | Sim (2)        | Sim (6)        | Sim                | Netflix         |                    |
| American Sports Story   | 2024          | Não            | Não            | Não            | Sim                | FX              | Série de antologia |
| Grotesquerie            | 2024          | Sim            | Sim (1)        | Sim (10)       | Sim                | FX              |                    |
| Dr. Odyssey             | 2024          | Sim            | Não            | Sim            | Sim                | ABC             |                    |
| All's Fair              | TBA           | Sim            | Sim            | ASA            | Sim                | Hulu            |                    |

### Pilotos de televisão não vendidos
| Título          | Ano  | Creditado como | Creditado como | Creditado como     |
| Título          | Ano  | Diretor        | Escritor       | Produtor executivo |
| --------------- | ---- | -------------- | -------------- | ------------------ |
| St. Sass        | 2002 | Sim            | Não            | Sim                |
| Pretty/Handsome | 2008 | Sim            | Sim            | Sim                |
| Open            | 2014 | Sim            | Sim            | Sim                |

### Séries não fictícias
| Título                                                                  | Ano       | Creditado como | Creditado como | Creditado como     | Notas        |
| Título                                                                  | Ano       | Diretor        | Produtor       | Produtor executivo | Notas        |
| ----------------------------------------------------------------------- | --------- | -------------- | -------------- | ------------------ | ------------ |
| The Glee Project                                                        | 2011–2012 | Não            | Não            | Sim                | Reality show |
| American Horror Story Freak Show: Extra-Ordinary-Artists                | 2014      | Sim            | Não            | Não                |              |
| Inside Look: The People v. O.J. Simpson – American Crime Story          | 2016      | Não            | Sim            | Não                |              |
| Inside Look: Feud – Bette and Joan                                      | 2017      | Não            | Não            | Sim                |              |
| Inside Look: The Assassination of Gianni Versace – American Crime Story | 2017–2018 | Não            | Não            | Sim                |              |

## Colaboradores recorrentes
Essa lista mostra colaboradores que participaram de pelo menos dois projetos de Ryan, sendo eles filmes ou séries de TV.
| Legenda das cédulas referente às séries de televisão: - Células em verde representam que tal ator/personagem foi creditado no elenco principal de pelo menos uma temporada do respectivo programa. - Células em vermelho representam que tal ator/personagem foi recorrente no respectivo programa, aparecendo em 5 ou mais episódios da série toda. - Células em azul claro representam que tal ator/personagem foi creditado como convidado no respectivo programa, aparecendo de 1 a 4 episódios. - Células em cinza indicam que tal ator não participou de forma alguma durante o respectivo programa. |

| Intérprete                  | Série           | Série                  | Filme                      | Série                  | Filme             | Série | Série           | Filme              | Série                        | Série                        | Série           | Série                 | Série            | Série            | Série            | Série             | Série               | Filme                | Filme           | Total de trabalhos |   |
| Intérprete                  | Popular         | Nip/Tuck               | Running with Scissors      | Glee                   | Eat Pray Love     | American Horror Story | The New Normal  | The Normal Heart   | Scream Queens                | American Crime Story         | Feud            | 9-1-1                 | Pose             | The Politician   | 9-1-1: Lone Star | Hollywood         | Ratched             | The Boys in the Band | The Prom        | Total de trabalhos |   |
| --------------------------- | --------------- | ---------------------- | -------------------------- | ---------------------- | ----------------- | --- | --------------- | ------------------ | ---------------------------- | ---------------------------- | --------------- | --------------------- | ---------------- | ---------------- | ---------------- | ----------------- | ------------------- | -------------------- | --------------- | ------------------ | - |
| Intérprete                  | (1999—2001)     | (2003—2010)            | (2006)                     | (2009—2015)            | (2010)            | (2011—presente) | (2012—2013)     | (2014)             | (2015—2016)                  | (2016—presente)              | (2017)          | (2018—presente)       | (2018—presente)  | (2019—presente)  | (2020—presente)  | (2020)            | (2020—presente)     | (2020)               | (2020)          | Total de trabalhos |   |
| Max Adler                   | Does not appear | Does not appear        | Does not appear            | Dave Karofsky          | Does not appear   | Does not appear | Does not appear | Does not appear    | Does not appear              | Does not appear              | Does not appear | Sam                   | Does not appear  | Does not appear  | Does not appear  | Does not appear   | Does not appear     | Does not appear      | Does not appear | 2                  |   |
| Laura Allen                 | Does not appear | Does not appear        | Does not appear            | Does not appear        | Does not appear   | Rosie | Does not appear | Does not appear    | Does not appear              | Does not appear              | Does not appear | Marcy Nash            | Does not appear  | Does not appear  | Does not appear  | Does not appear   | Does not appear     | Does not appear      | Does not appear | 2                  |   |
| Jacob Artist                | Does not appear | Does not appear        | Does not appear            | Jake Puckerman         | Does not appear   | Todd Connors | Does not appear | Does not appear    | Does not appear              | Does not appear              | Does not appear | Does not appear       | Does not appear  | Does not appear  | Does not appear  | Does not appear   | Does not appear     | Does not appear      | Does not appear | 2                  |   |
| Jennifer Aspen              | Does not appear | Does not appear        | Does not appear            | Kendra Giardi          | Does not appear   | Does not appear | Does not appear | Does not appear    | Mandy Greenwell              | Does not appear              | Does not appear | Lorraine/Potch Pirate | Does not appear  | Does not appear  | Does not appear  | Does not appear   | Does not appear     | Does not appear      | Does not appear | 3                  |   |
| Alec Baldwin                | Does not appear | Dr. Barret Moore       | Norman Burroughs           | Does not appear        | Does not appear   | Does not appear | Does not appear | Does not appear    | Does not appear              | Does not appear              | Does not appear | Does not appear       | Does not appear  | Does not appear  | Does not appear  | Does not appear   | Does not appear     | Does not appear      | Does not appear | 2                  |   |
| Angela Bassett              | Does not appear | Does not appear        | Does not appear            | Does not appear        | Does not appear   | - Marie Laveau - Desiree Dupree - Ramona Royale - Lee Harris, Monet Tumusiime | Does not appear | Does not appear    | Does not appear              | Does not appear              | Does not appear | Athena Grant          | Does not appear  | Does not appear  | [ g ]            | Does not appear   | Does not appear     | Does not appear      | Does not appear | 3                  |   |
| Kathy Bates                 | Does not appear | Does not appear        | Does not appear            | Does not appear        | Does not appear   | - Marie Delphine LaLaurie - Ethel Darling - Iris - Thomasin White, Agnes Mary Winstead - Miriam Mead                                                                                        | Does not appear | Does not appear    | Does not appear              | Does not appear              | Joan Blondell   | Does not appear       | Does not appear  | Does not appear  | Does not appear  | Does not appear   | Does not appear     | Does not appear      | Does not appear | 2                  |   |
| Willam Belli                | Does not appear | Cherry Peck            | Does not appear            | Convidada da festa     | Does not appear   | Does not appear | Nana Drag Queen | Does not appear    | Does not appear              | Does not appear              | Does not appear | Does not appear       | Does not appear  | Does not appear  | Does not appear  | Does not appear   | Does not appear     | Does not appear      | Does not appear | 3                  |   |
| Sandra Bernhard             | Does not appear | Does not appear        | Does not appear            | Does not appear        | Does not appear   | Hannah | Does not appear | Does not appear    | Does not appear              | Does not appear              | Does not appear | Does not appear       | Judy             | Does not appear  | Does not appear  | Does not appear   | Does not appear     | Does not appear      | Does not appear | 2                  |   |
| Leslie Bibb                 | Brooke McQueen  | Naomi Gaines           | Does not appear            | Does not appear        | Does not appear   | Does not appear | Does not appear | Does not appear    | Does not appear              | Does not appear              | Does not appear | Does not appear       | Does not appear  | Does not appear  | Does not appear  | Does not appear   | Does not appear     | Does not appear      | Does not appear | 2                  |   |
| Matt Bomer                  | Does not appear | Does not appear        | Does not appear            | Cooper Anderson        | Does not appear   | - Andy - Donovan | Monty           | Felix Turner       | Does not appear              | [ h ]                        | Does not appear | Does not appear       | Does not appear  | Does not appear  | Does not appear  | Does not appear   | Does not appear     | Donald               | Does not appear | 6                  |   |
| Jon Jon Briones             | Does not appear | Does not appear        | Does not appear            | Does not appear        | Does not appear   | Ariel Augustus | Does not appear | Does not appear    | Does not appear              | Modesto Cunanan              | Does not appear | Does not appear       | Does not appear  | Does not appear  | Does not appear  | Does not appear   | Dr. Richard Hanover | Does not appear      | Does not appear | 3                  |   |
| Connie Britton              | Does not appear | Does not appear        | Does not appear            | Does not appear        | Does not appear   | Vivien Harmon | Does not appear | Does not appear    | Does not appear              | Faye Resnick                 | Does not appear | Abby Clark            | Does not appear  | Does not appear  | Does not appear  | Does not appear   | Does not appear     | Does not appear      | Does not appear | 3                  |   |
| Cocoa Brown                 | Does not appear | Does not appear        | Does not appear            | Does not appear        | Does not appear   | Does not appear | Does not appear | Does not appear    | Does not appear              | Jeanette "Queen B" Harris    | Does not appear | Carla Price           | Does not appear  | Does not appear  | Does not appear  | Does not appear   | Does not appear     | Does not appear      | Does not appear | 2                  |   |
| Charlie Carver              | Does not appear | Does not appear        | Does not appear            | Does not appear        | Does not appear   | Does not appear | Does not appear | Does not appear    | Does not appear              | Does not appear              | Does not appear | Does not appear       | Does not appear  | Does not appear  | Does not appear  | Does not appear   | Huck                | Cowboy               | Does not appear | 2                  |   |
| Nancy Cassaro               | Does not appear | Suzanne Epstein        | Christy - 1978 Poetry Club | Does not appear        | Does not appear   | Does not appear | Does not appear | Does not appear    | Does not appear              | Does not appear              | Does not appear | Does not appear       | Does not appear  | Does not appear  | Does not appear  | Does not appear   | Does not appear     | Does not appear      | Does not appear | 2                  |   |
| Kristin Chenoweth           | Does not appear | Does not appear        | Fern Stewart               | April Rhodes           | Does not appear   | Does not appear | Does not appear | Does not appear    | Does not appear              | Does not appear              | Does not appear | Does not appear       | Does not appear  | Does not appear  | Does not appear  | Does not appear   | Does not appear     | Does not appear      | Does not appear | 2                  |   |
| Kenneth Choi                | Does not appear | Does not appear        | Does not appear            | Dr. Wu                 | Does not appear   | Does not appear | Does not appear | Does not appear    | Does not appear              | Lance Ito                    | Does not appear | Howie Han             | Does not appear  | Does not appear  | Does not appear  | Does not appear   | Does not appear     | Does not appear      | Does not appear | 3                  |   |
| Jill Clayburgh              | Does not appear | Bobbi Broderick        | Agnes Finch                | Does not appear        | Does not appear   | Does not appear | Does not appear | Does not appear    | Does not appear              | Does not appear              | Does not appear | Does not appear       | Does not appear  | Does not appear  | Does not appear  | Does not appear   | Does not appear     | Does not appear      | Does not appear | 2                  |   |
| Frances Conroy              | Does not appear | Jane Fields            | Does not appear            | Does not appear        | Does not appear   | - Moira O'Hara - The Angel of Death - Myrtle Snow - Gloria Mott - Mama Polk - Bebe Babbitt                                                                                                  | Does not appear | Does not appear    | Does not appear              | Does not appear              | Does not appear | Does not appear       | Does not appear  | Does not appear  | Does not appear  | Does not appear   | Does not appear     | Does not appear      | Does not appear | 2                  |   |
| David Corenswet             | Does not appear | Does not appear        | Does not appear            | Does not appear        | Does not appear   | Does not appear | Does not appear | Does not appear    | Does not appear              | Does not appear              | Does not appear | Does not appear       | Does not appear  | River Barkley    | Does not appear  | Jack Castello     | Does not appear     | Does not appear      | Does not appear | 2                  |   |
| Darren Criss                | Does not appear | Does not appear        | Does not appear            | Blaine Anderson        | Does not appear   | Justin | Does not appear | Does not appear    | Does not appear              | Andrew Cunanan               | Does not appear | Does not appear       | Does not appear  | Does not appear  | Does not appear  | Raymond Ainsley   | Does not appear     | Does not appear      | Does not appear | 4                  |   |
| Earlene Davis               | Does not appear | Does not appear        | Does not appear            | Andrea Carmichael      | Does not appear   | Does not appear | Does not appear | Does not appear    | Does not appear              | Does not appear              | Agnes Moorehead | Entitled Woman        | Does not appear  | Does not appear  | Does not appear  | Does not appear   | Does not appear     | Does not appear      | Does not appear | 3                  |   |
| Judy Davis                  | Does not appear | Does not appear        | Does not appear            | Does not appear        | Does not appear   | Does not appear | Does not appear | Does not appear    | Does not appear              | Does not appear              | Hedda Hopper    | Does not appear       | Does not appear  | Does not appear  | Does not appear  | Does not appear   | Betsy Buckett       | Does not appear      | Does not appear | 2                  |   |
| Laura Dreyfuss              | Does not appear | Does not appear        | Does not appear            | Maddison McCarthy      | Does not appear   | Does not appear | Does not appear | Does not appear    | Does not appear              | Does not appear              | Does not appear | Does not appear       | Does not appear  | McAfee Westbrook | Does not appear  | Does not appear   | Does not appear     | Does not appear      | Does not appear | 2                  |   |
| James Earl                  | Does not appear | Does not appear        | Does not appear            | Azimio Adams           | Does not appear   | Does not appear | Does not appear | Does not appear    | Chamberlain Jackson          | Does not appear              | Does not appear | Does not appear       | Does not appear  | Does not appear  | Does not appear  | Does not appear   | Does not appear     | Does not appear      | Does not appear | 2                  |   |
| Christine Ebersole          | Does not appear | Does not appear        | Does not appear            | Does not appear        | Does not appear   | Anna Leigh Leighton | Does not appear | Does not appear    | Does not appear              | Does not appear              | Does not appear | Does not appear       | Bobbi            | Does not appear  | Does not appear  | Does not appear   | Does not appear     | Does not appear      | Does not appear | 2                  |   |
| Billy Eichner               | Does not appear | Does not appear        | Does not appear            | Does not appear        | Does not appear   | - Harrison Wilton, Tex Watson - Brock, Mutt Nutter | Does not appear | Does not appear    | Does not appear              | Matt Drudge                  | Does not appear | Does not appear       | Does not appear  | Does not appear  | Does not appear  | Does not appear   | Does not appear     | Does not appear      | Does not appear | 2                  |   |
| Christine Estabrook         | Does not appear | Sheila Carlton         | Does not appear            | Does not appear        | Does not appear   | Marcy | Does not appear | Does not appear    | Does not appear              | Does not appear              | Does not appear | Gloria                | Does not appear  | Does not appear  | Does not appear  | Does not appear   | Does not appear     | Does not appear      | Does not appear | 3                  |   |
| Cody Fern                   | Does not appear | Does not appear        | Does not appear            | Does not appear        | Does not appear   | - Michael Langdon - Xavier Plympton | Does not appear | Does not appear    | Does not appear              | David Madson                 | Does not appear | Does not appear       | Does not appear  | Does not appear  | Does not appear  | Does not appear   | Does not appear     | Does not appear      | Does not appear | 2                  |   |
| Joseph Fiennes              | Does not appear | Does not appear        | Neil Bookman               | Does not appear        | Does not appear   | Monsenhor Timothy Howard | Does not appear | Does not appear    | Does not appear              | Does not appear              | Does not appear | Does not appear       | Does not appear  | Does not appear  | Does not appear  | Does not appear   | Does not appear     | Does not appear      | Does not appear | 2                  |   |
| Jessalyn Gilsig             | Does not appear | Gina Russo             | Does not appear            | Terri Schuester        | Does not appear   | Does not appear | Does not appear | Does not appear    | Does not appear              | Does not appear              | Does not appear | Does not appear       | Does not appear  | Does not appear  | Does not appear  | Does not appear   | Does not appear     | Does not appear      | Does not appear | 2                  |   |
| Cuba Gooding Jr.            | Does not appear | Does not appear        | Does not appear            | Does not appear        | Does not appear   | Matt Miller, Dominic Banks | Does not appear | Does not appear    | Does not appear              | O. J. Simpson                | Does not appear | Does not appear       | Does not appear  | Does not appear  | Does not appear  | Does not appear   | Does not appear     | Does not appear      | Does not appear | 2                  |   |
| Max Greenfield              | Does not appear | Does not appear        | Does not appear            | Does not appear        | Does not appear   | Gabriel | Does not appear | Does not appear    | Does not appear              | Ronnie Holston               | Does not appear | Does not appear       | Does not appear  | Does not appear  | Does not appear  | Does not appear   | Does not appear     | Does not appear      | Does not appear | 2                  |   |
| Jonathan Groff              | Does not appear | Does not appear        | Does not appear            | Jesse St. James        | Does not appear   | Does not appear | Does not appear | Craig Donner       | Does not appear              | Does not appear              | Does not appear | Does not appear       | Does not appear  | Does not appear  | Does not appear  | Does not appear   | Does not appear     | Does not appear      | Does not appear | 2                  |   |
| Leslie Grossman             | Mary Cherry     | Bliss Berger           | Sue                        | Does not appear        | Does not appear   | - Meadow Wilton - Coco St. Pierre Vanderbilt - Margaret Booth | Melissa         | Does not appear    | Does not appear              | Does not appear              | Does not appear | Does not appear       | Does not appear  | Does not appear  | Does not appear  | Does not appear   | Does not appear     | Does not appear      | Does not appear | 5                  |   |
| Harriet Sansom Harris       | Does not appear | Does not appear        | Does not appear            | Does not appear        | Does not appear   | Madelyn | Does not appear | Does not appear    | Does not appear              | Does not appear              | Does not appear | Does not appear       | Does not appear  | Does not appear  | Does not appear  | Eleanor Roosevelt | Ingrid              | Does not appear      | Does not appear | 3                  |   |
| Neil Patrick Harris         | Does not appear | Does not appear        | Does not appear            | Bryan Ryan             | Does not appear   | Chester Creb | Does not appear | Does not appear    | Does not appear              | Does not appear              | Does not appear | Does not appear       | Does not appear  | Does not appear  | Does not appear  | Does not appear   | Does not appear     | Does not appear      | Does not appear | 2                  |   |
| Colton Haynes               | Does not appear | Does not appear        | Does not appear            | Does not appear        | Does not appear   | Jack Samuels | Does not appear | Does not appear    | Tyler                        | Does not appear              | Does not appear | Does not appear       | Does not appear  | Does not appear  | Does not appear  | Does not appear   | Does not appear     | Does not appear      | Does not appear | 2                  |   |
| John Hensley                | Does not appear | Matt McNamara          | Does not appear            | Does not appear        | Does not appear   | Does not appear | Does not appear | Does not appear    | Does not appear              | Does not appear              | Does not appear | David                 | Does not appear  | Does not appear  | Does not appear  | Does not appear   | Does not appear     | Does not appear      | Does not appear | 2                  |   |
| Jan Hoag                    | Does not appear | Margot                 | Does not appear            | Roberta                | Does not appear   | Does not appear | Does not appear | Does not appear    | Ms. Bean                     | Does not appear              | Does not appear | Does not appear       | Does not appear  | Does not appear  | Does not appear  | Does not appear   | Does not appear     | Does not appear      | Does not appear | 3                  |   |
| Jackie Hoffman              | Does not appear | Does not appear        | Does not appear            | Does not appear        | Does not appear   | Does not appear | Frances         | Does not appear    | Does not appear              | Does not appear              | Mamacita        | Does not appear       | Does not appear  | Sherry Dougal    | Does not appear  | Does not appear   | Does not appear     | Does not appear      | Does not appear | 3                  |   |
| Cheyenne Jackson            | Does not appear | Does not appear        | Does not appear            | Dustin Goolsby         | Does not appear   | - Will Drake - Sidney Aaron James - Dr. Rudy Vincent - John Henry Moore | Does not appear | Does not appear    | Does not appear              | Does not appear              | Does not appear | Does not appear       | Does not appear  | Does not appear  | Does not appear  | Does not appear   | Does not appear     | Does not appear      | Does not appear | 2                  |   |
| Bryce Johnson               | Josh Ford       | Corporal Oliver Brandt | Does not appear            | Cody Tolentino         | Does not appear   | Does not appear | Does not appear | Does not appear    | Does not appear              | Does not appear              | Does not appear | Does not appear       | Does not appear  | Does not appear  | Does not appear  | Does not appear   | Does not appear     | Does not appear      | Does not appear | 3                  |   |
| Michelle Krusiec            | Exquisite Woo   | Does not appear        | Does not appear            | Does not appear        | Does not appear   | Does not appear | Does not appear | Does not appear    | Does not appear              | Does not appear              | Does not appear | Does not appear       | Does not appear  | Does not appear  | Does not appear  | Anna May Wong     | Does not appear     | Does not appear      | Does not appear | 2                  |   |
| Dot-Marie Jones             | Does not appear | Tess                   | Does not appear            | Shannon/Sheldon Beiste | Does not appear   | Butchy May | Does not appear | Does not appear    | Does not appear              | Does not appear              | Does not appear | Does not appear       | Does not appear  | Does not appear  | Does not appear  | Does not appear   | Does not appear     | Does not appear      | Does not appear | 3                  |   |
| Jessica Lange               | Does not appear | Does not appear        | Does not appear            | Does not appear        | Does not appear   | - Constance Langdon - Sister Jude Martin - Fiona Goode - Elsa Mars | Does not appear | Does not appear    | Does not appear              | Does not appear              | Joan Crawford   | Does not appear       | Does not appear  | Dusty Jackson    | Does not appear  | Does not appear   | Does not appear     | Does not appear      | Does not appear | 3                  |   |
| NeNe Leakes                 | Does not appear | Does not appear        | Does not appear            | Roz Washington         | Does not appear   | Does not appear | Rocky Rhoades   | Does not appear    | Does not appear              | Does not appear              | Does not appear | Does not appear       | Does not appear  | Does not appear  | Does not appear  | Does not appear   | Does not appear     | Does not appear      | Does not appear | 2                  |   |
| Judith Light                | Does not appear | Does not appear        | Does not appear            | Does not appear        | Does not appear   | Does not appear | Does not appear | Does not appear    | Does not appear              | Marilyn Miglin               | Does not appear | Does not appear       | Does not appear  | Dede Standish    | Does not appear  | Does not appear   | Does not appear     | Does not appear      | Does not appear | 2                  |   |
| Billie Lourd                | Does not appear | Does not appear        | Does not appear            | Does not appear        | Does not appear   | - Winter Anderson, Linda Kasabian - Mallory - Montana Duke | Does not appear | Does not appear    | Sadie Swenson/Chanel #3      | Does not appear              | Does not appear | Does not appear       | Does not appear  | Does not appear  | Does not appear  | Does not appear   | Does not appear     | Does not appear      | Does not appear | 2                  |   |
| Patti LuPone                | Does not appear | Does not appear        | Does not appear            | Ela mesma              | Does not appear   | Joan Ramsey | Does not appear | Does not appear    | Does not appear              | Does not appear              | Does not appear | Does not appear       | Frederica Norman | Does not appear  | Does not appear  | Avis Amberg       | Does not appear     | Does not appear      | Does not appear | 4                  |   |
| Jane Lynch                  | Suzi Klein      | Does not appear        | Does not appear            | Sue Sylvester          | Does not appear   | Does not appear | Does not appear | Does not appear    | Does not appear              | Does not appear              | Does not appear | Does not appear       | Does not appear  | Does not appear  | Does not appear  | Does not appear   | Does not appear     | Does not appear      | Does not appear | 2                  |   |
| Joe Mantello                | Does not appear | Does not appear        | Does not appear            | Does not appear        | Does not appear   | Does not appear | Does not appear | Mickey Marcus      | Does not appear              | Does not appear              | Does not appear | Does not appear       | Does not appear  | Does not appear  | Does not appear  | Dick Samuels      | Does not appear     | [ q ]                | Does not appear | 3                  |   |
| Kate Mara                   | Does not appear | Vanessa Bartholomew    | Does not appear            | Does not appear        | Does not appear   | Hayden McClaine | Does not appear | Does not appear    | Does not appear              | Does not appear              | Does not appear | Does not appear       | Patty Bowes      | Does not appear  | Does not appear  | Does not appear   | Does not appear     | Does not appear      | Does not appear | 3                  |   |
| Ricky Martin                | Does not appear | Does not appear        | Does not appear            | David Martinez         | Does not appear   | Does not appear | Does not appear | Does not appear    | Does not appear              | Antonio D'Amico              | Does not appear | Does not appear       | Does not appear  | Does not appear  | Does not appear  | Does not appear   | Does not appear     | Does not appear      | Does not appear | 2                  |   |
| Dylan McDermott             | Does not appear | Does not appear        | Does not appear            | Does not appear        | Does not appear   | - Ben Harmon - Johnny Morgan - Bruce | Does not appear | Does not appear    | Does not appear              | Does not appear              | Does not appear | Does not appear       | Does not appear  | Theo Klein       | Does not appear  | Ernie             | Does not appear     | Does not appear      | Does not appear | 3                  |   |
| Lea Michele                 | Does not appear | Does not appear        | Does not appear            | Rachel Berry           | Does not appear   | Does not appear | Does not appear | Does not appear    | Hester Ulrich                | Does not appear              | Does not appear | Does not appear       | Does not appear  | Does not appear  | Does not appear  | Does not appear   | Does not appear     | Does not appear      | Does not appear | 2                  |   |
| James Morosini              | Does not appear | Does not appear        | Does not appear            | Does not appear        | Does not appear   | - Bob Kinnaman - R.J. | Does not appear | Does not appear    | Does not appear              | Does not appear              | Bart            | Does not appear       | Does not appear  | Does not appear  | Does not appear  | Does not appear   | Does not appear     | Does not appear      | Does not appear | 2                  |   |
| Matthew Morrison            | Does not appear | Does not appear        | Does not appear            | Will Schuester         | Does not appear   | Trevor Kirchner | Does not appear | Does not appear    | Does not appear              | Does not appear              | Does not appear | Does not appear       | Does not appear  | Does not appear  | Does not appear  | Does not appear   | Does not appear     | Does not appear      | Does not appear | 2                  |   |
| Mike O'Malley               | Does not appear | Does not appear        | Does not appear            | Burt Hummel            | Andy Shiraz       | Does not appear | Does not appear | Does not appear    | Does not appear              | Does not appear              | Does not appear | Does not appear       | Does not appear  | Does not appear  | Does not appear  | Does not appear   | Does not appear     | Does not appear      | Does not appear | 2                  |   |
| Gwyneth Paltrow             | Does not appear | Does not appear        | Hope Finch                 | Holly Holliday         | Does not appear   | Does not appear | Abby            | Does not appear    | Does not appear              | Does not appear              | Does not appear | Does not appear       | Does not appear  | Georgina Hobart  | Does not appear  | Does not appear   | Does not appear     | Does not appear      | Does not appear | 4                  |   |
| Jim Parsons                 | Does not appear | Does not appear        | Does not appear            | Does not appear        | Does not appear   | Does not appear | Does not appear | Tommy Boatwright   | Does not appear              | Does not appear              | Does not appear | Does not appear       | Does not appear  | Does not appear  | Does not appear  | Henry Wilson      | Does not appear     | Michael              | Does not appear | 3                  |   |
| Sarah Paulson               | Does not appear | Agatha Ripp            | Does not appear            | Does not appear        | Does not appear   | - Billie Dean Howard - Lana Winters - Cordelia Foxx - Bette Tattler, Dot Tattler - Sally McKenna - Shelby Miller, Audrey Tindall - Ally Mayfair-Richards, Susan Atkins - Wilhelmina Venable | Does not appear | Does not appear    | Does not appear              | - Marcia Clark - Linda Tripp | Geraldine Page  | Does not appear       | Does not appear  | Does not appear  | Does not appear  | Does not appear   | Mildred Ratched     | Does not appear      | Does not appear | 5                  |   |
| Evan Peters                 | Does not appear | Does not appear        | Does not appear            | Does not appear        | Does not appear   | - Tate Langdon - Kit Walker - Kyle Spencer - Jimmy Darling - James Patrick March - Edward Philipe Mott, Rory Monahan - Kai Anderson - Mr. Gallant, Jeff Pfister                             | Does not appear | Does not appear    | Does not appear              | Does not appear              | Does not appear | Does not appear       | Stan Bowes       | Does not appear  | Does not appear  | Does not appear   | Does not appear     | Does not appear      | Does not appear | 2                  |   |
| Jeremy Pope                 | Does not appear | Does not appear        | Does not appear            | Does not appear        | Does not appear   | Does not appear | Does not appear | Does not appear    | Does not appear              | Does not appear              | Does not appear | Does not appear       | A ser anunciado  | Does not appear  | Does not appear  | Archie Coleman    | Does not appear     | Does not appear      | Does not appear | 2                  |   |
| Adina Porter                | Does not appear | Does not appear        | Does not appear            | Professora de História | Does not appear   | - Sally Freeman - Lee Harris - Beverly Hope - Dinah Stevens | Does not appear | Does not appear    | Does not appear              | Does not appear              | Does not appear | Does not appear       | Does not appear  | Does not appear  | Does not appear  | Does not appear   | Does not appear     | Does not appear      | Does not appear | 2                  |   |
| Billy Porter                | Does not appear | Does not appear        | Does not appear            | Does not appear        | Does not appear   | Behold Chablis | Does not appear | Does not appear    | Does not appear              | Does not appear              | Does not appear | Does not appear       | Pray Tell        | Does not appear  | Does not appear  | Does not appear   | Does not appear     | Does not appear      | Does not appear | 2                  |   |
| Zachary Quinto              | Does not appear | Does not appear        | Does not appear            | Does not appear        | Does not appear   | - Chad Warwick - Dr. Oliver Thredson | Does not appear | Does not appear    | Does not appear              | Does not appear              | Does not appear | Does not appear       | Does not appear  | Does not appear  | Does not appear  | Does not appear   | Does not appear     | Harold               | Does not appear | 2                  |   |
| Lily Rabe                   | Does not appear | Lanie Ainge            | Does not appear            | Does not appear        | Does not appear   | - Nora Montgomery - Sister Mary Eunice McKee - Misty Day - Aileen Wuornos - Shelby Miller - Lavinia Richter                                                                                 | Does not appear | Does not appear    | Does not appear              | Does not appear              | Does not appear | Does not appear       | Does not appear  | Does not appear  | Does not appear  | Does not appear   | Does not appear     | Does not appear      | Does not appear | 2                  |   |
| Andrew Rannells             | Does not appear | Does not appear        | Does not appear            | Ele mesmo              | Does not appear   | Does not appear | Bryan Collins   | Does not appear    | Does not appear              | Does not appear              | Does not appear | Does not appear       | Does not appear  | Does not appear  | Does not appear  | Does not appear   | Does not appear     | Larry                | Trent Oliver    | 4                  |   |
| Emma Roberts                | Does not appear | Does not appear        | Does not appear            | Does not appear        | Does not appear   | - Madison Montgomery - Maggie Esmerelda - Serena Belinda - Brooke Thompson | Does not appear | Does not appear    | Chanel Oberlin               | Does not appear              | Does not appear | Does not appear       | Does not appear  | Does not appear  | Does not appear  | Does not appear   | Does not appear     | Does not appear      | Does not appear | 2                  |   |
| Julia Roberts               | Does not appear | Does not appear        | Does not appear            | Does not appear        | Elizabeth Gilbert | Does not appear | Does not appear | Dra. Emma Brookner | Does not appear              | Does not appear              | Does not appear | Does not appear       | Does not appear  | Does not appear  | Does not appear  | Does not appear   | Does not appear     | Does not appear      | Does not appear | 2                  |   |
| Romy Rosemont               | Does not appear | Libby Zucker           | Does not appear            | Carole Hudson-Hummel   | Does not appear   | Does not appear | Does not appear | Does not appear    | Does not appear              | Jill Shively                 | Does not appear | Lola                  | Does not appear  | Does not appear  | Does not appear  | Does not appear   | Does not appear     | Does not appear      | Does not appear | 4                  |   |
| Angelica Ross               | Does not appear | Does not appear        | Does not appear            | Does not appear        | Does not appear   | Rita | Does not appear | Does not appear    | Does not appear              | Does not appear              | Does not appear | Does not appear       | Candy Ferocity   | Does not appear  | Does not appear  | Does not appear   | Does not appear     | Does not appear      | Does not appear | 2                  |   |
| Skyler Samuels              | Does not appear | Does not appear        | Does not appear            | Does not appear        | Does not appear   | Bonnie Lipton | Does not appear | Does not appear    | Grace Gardner                | Does not appear              | Does not appear | Does not appear       | Does not appear  | Does not appear  | Does not appear  | Does not appear   | Does not appear     | Does not appear      | Does not appear | 2                  |   |
| Riley Schmidt               | Does not appear | Does not appear        | Does not appear            | Does not appear        | Does not appear   | Rubber Man | Does not appear | Does not appear    | Red Devil, Zak, Green Meanie | Does not appear              | Does not appear | Harrinson Meeks       | Does not appear  | Does not appear  | Does not appear  | Does not appear   | Does not appear     | Does not appear      | Does not appear | Does not appear    | 3 |
| Teddy Sears                 | Does not appear | Does not appear        | Does not appear            | Does not appear        | Does not appear   | Patrick | Does not appear | Does not appear    | Does not appear              | Does not appear              | Does not appear | Does not appear       | Does not appear  | William          | Does not appear  | Does not appear   | Does not appear     | Does not appear      | Does not appear | 2                  |   |
| Brooke Shields              | Does not appear | Faith Wolper           | Does not appear            | Does not appear        | Does not appear   | Does not appear | Does not appear | Does not appear    | Dra. Scarlett Lovin          | Does not appear              | Does not appear | Dra. Kara Sanford     | Does not appear  | Does not appear  | Does not appear  | Does not appear   | Does not appear     | Does not appear      | Does not appear | 3                  |   |
| John Stamos                 | Does not appear | Does not appear        | Does not appear            | Carl Howell            | Does not appear   | Does not appear | Brice           | Does not appear    | Brock Holt                   | Does not appear              | Does not appear | Does not appear       | Does not appear  | Does not appear  | Does not appear  | Does not appear   | Does not appear     | Does not appear      | Does not appear | 3                  |   |
| Dijon Talton                | Does not appear | Does not appear        | Does not appear            | Matt Rutherford        | Does not appear   | Does not appear | Does not appear | Does not appear    | Does not appear              | Policial                     | Does not appear | Does not appear       | Does not appear  | Does not appear  | Does not appear  | Does not appear   | Does not appear     | Does not appear      | Does not appear | 2                  |   |
| Barbara Tarbuck             | Does not appear | Mrs. Declan            | Does not appear            | Nancy Bletheim         | Does not appear   | Madre Superiora Claudia | Does not appear | Does not appear    | Does not appear              | Does not appear              | Does not appear | Does not appear       | Does not appear  | Does not appear  | Does not appear  | Does not appear   | Does not appear     | Does not appear      | Does not appear | 3                  |   |
| Michael Benjamin Washington | Does not appear | Does not appear        | Does not appear            | Tracy Pendergrass      | Does not appear   | Does not appear | Does not appear | Does not appear    | Does not appear              | Does not appear              | Does not appear | Does not appear       | Does not appear  | Does not appear  | Does not appear  | Does not appear   | Trevor Briggs       | Bernard              | Does not appear | 3                  |   |
| Finn Wittrock               | Does not appear | Does not appear        | Does not appear            | Does not appear        | Does not appear   | - Dandy Mott - Tristan Duffy, Rudolph Valentino - Jether Polk - Bobby Richter | Does not appear | Albert             | Does not appear              | Jeffery Trail                | Does not appear | Does not appear       | Does not appear  | Does not appear  | Does not appear  | Does not appear   | Edmund Tolleson     | Does not appear      | Does not appear | 4                  |   |
| Alison Wright               | Does not appear | Does not appear        | Does not appear            | Does not appear        | Does not appear   | Does not appear | Does not appear | Does not appear    | Does not appear              | Does not appear              | Pauline Jameson | Does not appear       | Does not appear  | Does not appear  | Does not appear  | Ms. Roswell       | Does not appear     | Does not appear      | Does not appear | 2                  |   |
| Intérprete                  | Popular         | Nip/Tuck               | Running with Scissors      | Glee                   | Eat Pray Love     | American Horror Story | The New Normal  | The Normal Heart   | Scream Queens                | American Crime Story         | Feud            | 9-1-1                 | Pose             | The Politician   | 9-1-1: Lone Star | Hollywood         | Ratched             | The Boys in the Band | The Prom        | Total de trabalhos |   |
| Intérprete                  | Série           | Série                  | Filme                      | Série                  | Filme             | Série | Série           | Filme              | Série                        | Série                        | Série           | Série                 | Série            | Série            | Série            | Série             | Série               | Filme                | Filme           | Total de trabalhos |   |

## Vida pessoal
Murphy é casado com o fotógrafo David Miller desde julho de 2012. Em 24 de dezembro de 2012, Murphy e Miller deram as boas-vindas a seu primeiro filho, um filho chamado Logan Phineas, por meio de um "barriga de aluguel". Em 6 de outubro de 2014, eles receberam seu segundo filho, Ford. Em 18 de agosto de 2020, eles deram as boas-vindas a seu terceiro filho, Griffin Sullivan.